# An Pierlé
An Pierlé (* 13. prosince 1974) je belgická zpěvačka a klavíristka. Studovala klasický klavír a od svých sedmnácti let se vzdělávala na umělecké škole v Antverpách. Své první album nazvané Mud Stories vydala v roce 1999 po podepsání smlouvy s vydavatelstvím Warner Music Benelux. Později vydala několik dalších alb. V březnu 2001 hrála jako předskokan při koncertu velšského hudebníka Johna Calea. Zpěvačka se k Caleovi přidal i během jeho setu a zahráli spolu dvě Caleovy písně („Buffalo Ballet“ a „You Know More Than I Know“) a také jednu zpěvaččinu píseň („Helium Sunset“).

## Diskografie
- Mud Stories (1999)
- Helium Sunset (2002)
- An Pierlé & White Velvet (2006)
- Hinterland (2010)
- Strange Days (2013)
- Arches (2016)
- Cluster (2017)
- Sylvia (2019)
- Wiga Waga (2021)